# 밥 페팃

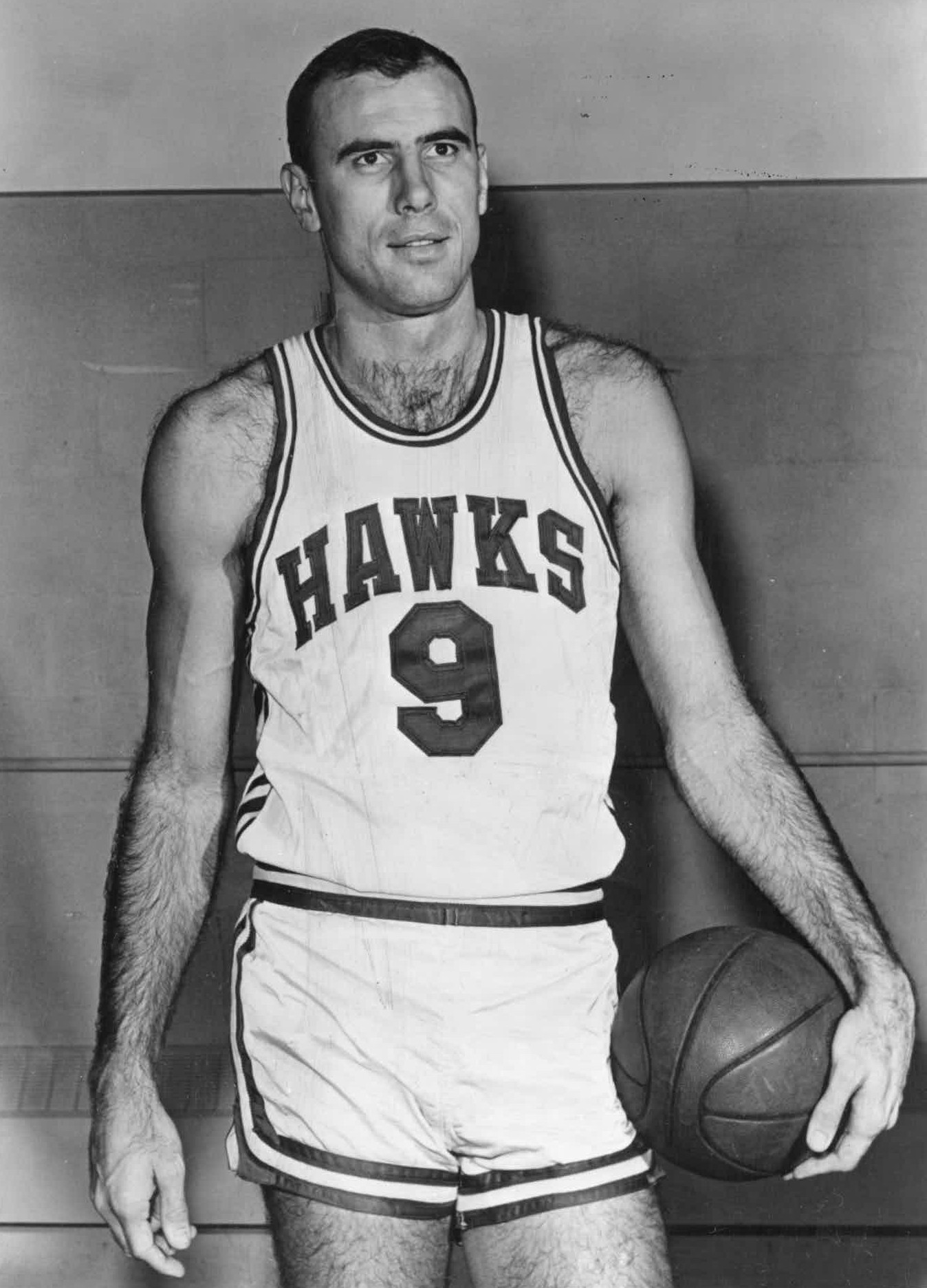
1961년 애틀랜타 호크스에서의 모습

밥 페팃(Bob Pettit, 본명: Robert Lee Pettit Jr., 1932년 12월 12일 ~ )는 미국의 전직 프로 농구 선수이다. NBA에서 11시즌을 뛰었으며 모두 밀워키/세인트루이스 호크스(1954~1965)에서 뛰었다. 1956년에 그는 NBA 최우수 선수상(Most Valuable Player Award)의 첫 번째 수상자가 되었고, 1959년에도 다시 이 상을 수상했다. 또한 NBA 올스타전 코비 브라이언트 최우수 선수상을 4번 수상했다. 2023~2024 정규시즌이 끝난 현재, 페티트는 여전히 호크스 역사상 유일한 정규시즌 MVP다. 페티트는 호크스 프랜차이즈 역사상 대부분의 통산 리바운드(12,849개)와 게임당 최다 리바운드(16.2개)의 선두주자이다.
20,000점 이상을 득점한 최초의 NBA 선수인 페티트는 1970년 네이스미스 기념 농구 명예의 전당에 헌액되었다. 그는 4개의 NBA 기념일 팀 모두에 이름을 올린 4명의 선수 중 한 명이며 2023년 현재 밥 쿠지와 함께 단 2명의 생존 멤버 중 한 명이다. 그는 역사상 가장 위대한 파워 포워드 중 한 명으로 널리 알려져 있다.